# 5584 Айзенберг
5584 Айзенберг (5584 Izenberg) — астероїд головного поясу, відкритий 31 травня 1989 року.
Тіссеранів параметр щодо Юпітера — 3,334.